# Панум, Петер Людвиг
Петер Людвиг Панум (дат. Peter Ludvig Panum; 19 декабря 1820, Рённе — 2 мая 1885, Копенгаген) — датский учёный, врач-физиолог и патолог. Отец Гортензии Панум.

## Биография
Сын военного хирурга, основателя первого госпиталя на острове Борнхольм у берегов Швеции. Обучался в Кильском университете, а затем до 1845 года продолжил изучать медицину в университете Копенгагена, получил там научную степень.
В 1846 году, прервав обучение, был выбран Медицинским советом при правительстве для проведения исследований, связанных с эпидемией кори, вспыхнувшей на Фарерских островах. По результатам проделанной работы опубликовал классический труд под названием «Наблюдения, сделанные во время эпидемии кори на Фарерских островах в 1846 году».
Позже, в 1851 году, учился и стажировался у Рудольфа Вирхова в Вюрцбургском университете, в том же году защитил докторскую диссертацию, посвящённую фибрину, а в 1852—1853 годах — у Клода Бернара в Париже.
С 1855 года — профессор в университете Киля, где им создана лаборатория по физиологии. В ней он занимался вопросами трансфузии крови.
В связи с антидатскими настроениями в Киле в 1862 году П. Панум переехал читать лекции в Копенгагенский университет, где работал до конца своей научной карьеры. Ректор университета в 1876—1877 годах. Среди его учеников в Копенгагене был микробиолог Эмиль Хансен (1842—1909).

## Научная деятельность
П. Панум признан автором первого научного описания процесса заболевания корью, первых систематических научных исследований эндотоксинов — веществ, также называемых «трупным ядом», ответственных за симптомы и признаки, наблюдаемые у пациентов с сепсисом (1855−1856).
В его честь назван институт Панума в Копенгагене (Panum Instituttet).
В 1853 награждён командорским Орденом Данеброг.